# Markvartice u Děčína
Markvartice (deutsch Markersdorf) ist eine Gemeinde in Tschechien. Sie liegt fünf Kilometer südwestlich von Česká Kamenice im Nordosten des Böhmischen Mittelgebirges.

## Geographie

### Geographische Lage
Das langgestreckte Waldhufendorf ist Teil der sich von Benešov nad Ploučnicí bis Kerhartice aneinanderreihenden Kette von Ortschaften im Tal des Baches Bystrá (Absbach). Nördlich erhebt sich der Olešský vrch (Beckenberg, 355 m), im Nordosten der Ptáčník (Vogelberg, 353 m) und Strážný vrch (405 m), östlich die Veselka (Freudenberg, 460 m), im Südosten der Vysoký les (464 m) und die Skalka (310 m), südwestlich die Dobrná (Doberner Berg, 531 m) sowie im Westen der Svážný (416 m) und Jámy (Parlosaberg, 452 m).

### Gemeindegliederung
Für die Gemeinde Markvartice sind keine Ortsteile ausgewiesen. Auf den Fluren von Markvartive liegt die aufgelassene Siedlung Veselíčko 2.díl (Freudenheim 2. Anteil).

### Nachbargemeinden
Nachbarorte sind Lužná und Janská im Norden, Víska pod Lesy im Nordosten, Veselé, Veselíčko 1.díl und Kerhartice im Osten, Karlovka und Malá Bukovina im Süden, Horní Habartice im Südwesten, Brložec, Františkův Vrch und Huntířov im Westen sowie Stará Oleška im Nordwesten.

## Geschichte
Der 1281 erstmals erwähnte Ort Marquardi villa war Teil der Herrschaft Scharfenstein und wurde im 15. Jahrhundert zwischen verschiedenen Grundbesitzern aufgeteilt. Teile des Dorfes gehörten zur Feste Unter Markersdorf, dem Rotenhof sowie den Herren von Luttitz auf Freudenberg.
Im Freudenberger Anteil Ober Markersdorf entstanden der Favoritenhof, auch Rechenberghof genannt und der Hirschhof. In der Berní rula waren der Favoritenhof als Markersdorf 2. Anteil und der Hirschhof als Markersdorf 4. Anteil genannt. Die Besitzer wechselten mehrfach, 1631 gelangte Markersdorf an die Familie Thun und Hohenstein. 1667 wurden die Güter Unterer Favoritenhof und Rotenhof vereinigt. Ein Jahr später kam noch der Hirschhof hinzu. Die vereinigten Markersdorfer Güter wurden zur Herrschaft Groß Markersdorf erhoben.
1833 hatte der Ort 1816 Einwohner. In der Mitte des 19. Jahrhunderts entdeckte der Geologe Hanns Bruno Geinitz eine Schieferkohlenlagerstätte, die durch den von ihm gegründeten den Karcha-Dresdener Braunkohlen-Verein erschlossen wurde. Der Verein errichtete eine Photogenfabrik, 1860 ging das Werk in Konkurs.
Nach der Aufhebung der Patrimonialherrschaften bildete Markersdorf ab 1850 einen Ortsteil der Gemeinde Freudenberg im Bezirk Tetschen. 1869 erhielt Markersdorf Bahnanschluss durch die Böhmische Nordbahn, am unteren Ende des Dorfes entstand am Rotenhof eine Bahnstation. 1888 löste sich Markersdorf los und bildete mit Walddörfel und Freudenheim 2. Anteil eine eigene politische Gemeinde. 1891 wurde das aus 63 Häusern bestehende Obermarkersdorf an Freudenberg abgetreten. 1890 lebten in Markersdorf 1760 Menschen  und 1939 waren es 1266. Bis 1945/46 war der Ort überwiegend deutsch besiedelt. Zwischen 1980 und 1990 war Markvartice nach Česká Kamenice eingemeindet.

## Kultur und Sehenswürdigkeiten
- Kirche St. Martin, erbaut 1701–1703

## Persönlichkeiten
- Georg Gautsch, Organist
- Anton Grams, Philosoph
- Johann Wenzel Füger, Bildhauer
- Hans Füger, Bildhauer
- Franz Knothe (1849–1909), Pädagoge und Erforscher der Markersdorfer Mundart
- Paul Gautsch (1851–1918) von Frankenthurn, österreichischer Minister für Schulwesen, entstammt der alten Markersdorfer Familie Gautsch